# Cookie Jar (레드벨벳 수록곡)
" #Cookie Jar "(해시태그 cookie jar)는 대한민국 걸그룹 레드벨벳의 노래로, 일본 데뷔 동명의 연장극 #Cookie Jar (2018)에서 따왔다.

## 배경 및 구성
일본 닛칸스포츠와 산케이스포츠는 레드벨벳이 도쿄 무사시노 스포츠 플라자에서 첫 일본 컨퍼런스를 열었다고 보도한 뒤 7월 일본 데뷔를 한다는 소식이 전해졌다. 레드벨벳은 레드메어(Redmare) 콘서트 투어를 통해 일본 정식 데뷔를 확정했다.
음악적으로 '#Cookie Jar'는 루키를 연상시키는 '그루비한 베이스라인과 업템포, 반짝이는 일렉트로 팝 멜로디'가 돋보이는 곡으로 평가됐다.

## 반응
첫 출시 이후 "#Cookie Jar"는 음악 평론가 로부터 엇갈린 평가를 받았다. TV데일리 이기은은 이 곡을 "중독성이 있다"며 "한 번만 들어도 레드벨벳 노래의 흥이 난다"고 덧붙였다. Billboard 에 대한 글을 쓴 Tamar Herman은 "펑키한 합창단으로 이어지는" 트랙을 설명했다.

## 뮤직 비디오
뮤직비디오에는 귀여운 파스텔톤 의상과 오리지널 액세서리를 입은 멤버들의 모습이 담겨 있어 비현실적인 코믹 비주얼을 과시했다. 뮤직비디오 공개에 이어 인사이트코리아 석태진은 그룹의 "독특하고 싱그러우며 발랄한 매력"을 설명하며 "눈부신 비주얼"을 더욱 칭찬했다. Billboard의 Tamar Herman은 Red Velvet이 "60년대, 70년대, 80년대" 뮤직 비디오 테마에서 영감을 받은 복고풍 룩으로 5인조를 목욕시키는 것과 비슷하게 거품이 많다고 언급했다.

## 크레딧
#Cookie Jar 및 Bloom 의 라이너 노트에서 가져온 크레딧이다.
사진관
- MonoTree Studio – 녹음
- SM 옐로테일 스튜디오 – 믹싱
- 스털링 사운드 – 마스터링

참여

## 차트

### 주간 차트
| 차트(2018)                            | 정점 위치 |
| ------------------------------------- | --------- |
| 대한민국 국제 싱글 ( 가온 )           | 93        |
| 미국 월드 디지털 송 판매량 ( 빌보드 ) | 20        |